# Desmoncus stans
Desmoncus stans är en enhjärtbladig växtart som beskrevs av Michael Howard Grayum och Nevers. Desmoncus stans ingår i släktet Desmoncus och familjen Arecaceae. Inga underarter finns listade i Catalogue of Life.